# 기원전 90년

## 연호
- 전한(前漢) 정화(征和) 3년

## 기년
- 전한(前漢) 무제(武帝) 51년